# Xã Mississinawa, Quận Darke, Ohio
Xã Mississinawa (tiếng Anh: Mississinawa Township) là một xã thuộc quận Darke, tiểu bang Ohio, Hoa Kỳ. Năm 2010, dân số của xã này là 752 người.